# ムーチー・ノリス
ムーチー・ノリス（Martyn "Moochie" Norris, 1973年6月27日 - ）は、アメリカ合衆国ワシントンD.C.出身の元バスケットボール選手。NBAのヒューストン・ロケッツなどでプレーした。身長185cm、体重83.9kg。ポジションはポイントガード。

## 経歴
テキサス州オデッサのジュニアカレッジに2シーズン所属した後、オーバーン大学に転校して1シーズン、4年生の時にはウエストフロリダ大学でプレイした。1996年のNBAドラフトで、ミルウォーキー・バックスから2巡全体33位指名を受けるが、1試合も出場せず1996年11月22日に解雇された。その後CBAのフロリダ・ビーチドッグスでプレイし（CBAドラフト全体11位指名）、12月12日にはバンクーバー・グリズリーズ（現メンフィス・グリズリーズ）と契約しNBAデビューを果たすが、12月30日に解雇された。1997年2月からはCBAのフォートウェイン・フューリーに在籍した。1997-98シーズンにフランスリーグ（LNB）のÉBポー・オルテッズでプレイした後、1999年1月にシアトル・スーパーソニックスと契約を結ぶが、3月には解雇された。
ノリスに転機が訪れたのは翌1999-2000シーズンで、2000年2月8日にヒューストン・ロケッツと10日間契約を結んだ後、2月28日にシーズン終了までの契約を勝ち取った。以後、3シーズンに渡り82試合全試合に出場し、NBAに完全に定着した。ロケッツには通算4シーズン程在籍し、2002-03シーズンは偏頭痛で欠場したスティーブ・フランシスの代役も務め、26試合で先発出場、自己最高の平均8.1得点、4.9アシストの成績を残した。また、フランシスやカッティノ・モブリーらガード3人でコートに立つ機会もあった。
2003-04シーズン途中に、クラレンス・ウェザースプーンと交換でニューヨーク・ニックスへトレードされ、2004-05シーズン途中には、モーリス・テイラーとのトレードでロケッツに復帰し、プレイオフに初めて出場した。翌2005-06シーズンは、シーズン途中でマチェイ・ランペと交換でニューオーリンズ・ホーネッツへトレードされ、16試合に出場して出場時間は増えたが、2006年6月に解雇された。

## その他
- NBAに定着する前には、USBL、チリ、ドミニカ共和国、ベネズエラのリーグでもプレイした。